# Trava iva
Trava iva (planinski dubačac lat. Teucrium montanum) je puzeći polugrm iz porodice usnača. Stabljika je djelomično drvenasta, listovi lancetasti, s donje strane dlakavi i svjetlije boje, a s gornje tamnozeleni. Cvjetovi su blijedožuti. Godine 2018., berba trave Ive na Ozrenu uvrštena je UNESCO-ov popis Svjetske baštine.

## Raširenost
Raste po kamenitim tlima, u brdovitim planinskim predjelima, od Španjolske, Francuske, Italije i Balkana, pa do Krima i Male Azije. Raste i u srednjoj Europi (južna Njemačka, Švicarska, Poljska, Austrija) te u Sjevernoj Africi.
Kod nas je ima od Učke, planina riječkog zaleđa (Obruč), Velebita, Biokova, pa na jug sve do planina dubrovačkog zaleđa (Sniježnica Konavoska). 
Omiljena je među travarima, ali i u narodu, dovoljno je spomenuti skoro svima znanu uzrečicu »Trava iva od mrtva pravi živa«, odnosno u varijanti iz 16. stoljeća, u stihovima hrvatskog pjesnika, benediktinca Mavra Vetranovića »A čto e trava iva, ke e kripos tolika, od martva bi živa vratila čovika«.

## Ljekovitost
Trava iva djeluje antiseptički (uništava patogene mikroorganizme) i uklanja štetne tvari iz crijeva i želuca, regulira probavu, a djeluje i kao sredstvo za jačanje te pospješuje izlučivanje mokraće. Dobra je i za bolesti kože i pluća. Djelotvorna je također i kod bolesti usta i grla, kod raznih infekcija, gljivica i afti. Po nekim novijim znanstvenim istraživanjima mogla bi se koristiti i kod tumora prostate i dojke.
Koristi se i u hortikulturi.

## Sadržaj makro i mikroelemenata u nadzemnoj biljci
Od makroelemenata (mg/g) identificirani su kalij (6,47), kalcij (3,89), natrij (0,058), magnezij (1,43) i željezo (107 μg/g).
Od mikroelementa (μg/g) identificirani su aluminij (133), nikal (125), cink (14,9), mangan (25,9), bakar (3,60), stroncij (3,77), krom (0,386), kobalt (0,059) i olovo (6,02).

## Vanjske poveznice
- Trava iva, članak u Slobodnoj Dalmaciji
- Članak o travi ivi u Časopisu Pčela, str 7. i 8 .